# WISE 1959-3339
WISE 1959-3339 (= EQ J1959-3338) is een bruine dwerg met een spectraalklasse van T8. De ster bevindt zich 38,2 lichtjaar van de zon.